# Paul Schäfer
Paul Schäfer Schneider (Bonn, 4 de diciembre de 1921-Santiago, 24 de abril de 2010) fue un pederasta y predicador luterano alemán, fundador de Colonia Dignidad, asentamiento que operaba como secta en una zona rural llamada Villa Baviera, ubicada en la comuna de Parral, Chile.
Schäfer fue camillero en la Francia ocupada. Tras la derrota de su país, formó una congregación religiosa, la que abandonó tras acusaciones de abusos sexuales a menores. En 1961 llegó a Chile y fundó Colonia Dignidad, la que lideró de forma despótica.
Investigaciones de Amnistía Internacional y del Informe Rettig confirmaron que el enclave fue utilizado por la policía secreta chilena DINA, como centro de detención y tortura durante la dictadura de Augusto Pinochet. Diversas denuncias sobre pedofilia, homicidio calificado, abusos y tortura fueron presentadas durante los años 1990 tras el fin de la dictadura, pero Schäfer logró huir de la justicia hasta ser capturado en Argentina en 2005. Tras ser extraditado, fue declarado culpable de abusos a 25 menores de edad. Falleció de un paro cardíaco en la ex Penitenciaria de Santiago.

## Biografía

### Primeros años
Paul Schäfer nació en 1921, en el seno de una familia de escasos recursos, sumado a la inestabilidad general que sufrió Alemania tras su derrota en la Primera Guerra Mundial. Sus padres fueron Jakob Schäfer y Anna Schneider. Su infancia estuvo marcada tanto por la separación de sus padres como por problemas que tuvo en su etapa escolar, donde obtenía malas calificaciones y durante un ataque de ira, se autolesionó uno de sus ojos con unas tijeras, quedando ciego de este, y tras ello recibió el apodo de "ojo de vidrio". Durante la Segunda Guerra Mundial y dado que era tuerto, en vez de servir como soldado, Schäfer fue enviado a trabajar como enfermero en la Francia ocupada por los alemanes, no obstante nunca fue parte de la Wehrmacht, ni fue parte del Partido Nazi. Tras finalizar la guerra, se dedicó a organizar retiros espirituales religiosos, convocando principalmente a menores de edad huérfanos o de muy escasos recursos no solo de Alemania, sino que de inmigrantes de diversas partes de Europa. En 1948, fue tutor en una iglesia bautista en Gartow, pero fue despedido en 1951 por abusar sexualmente de menores que asistían a esa iglesia . En 1953, también fue despedido bajo las mismas razones de un hogar de diaconía en Heidenheim. En 1959 creó la Misión Social Privada, supuestamente una organización caritativa. El mismo año fue acusado del abuso sexual de dos niños, por esto se destierra de Alemania con algunos de sus partidarios, a través de la embajada chilena en Alemania.

### Llegada a Chile
Llega a Chile en 1961, donde el gobierno de Jorge Alessandri le da el permiso para crear la Sociedad Benefactora y Educacional Dignidad, en las afueras de Parral. Fundado en un comienzo como un enclave luterano, se transforma en la comunidad de Colonia Dignidad, donde según los estudios de la Comisión Valech, algunos políticos disidentes de la dictadura de Augusto Pinochet, fueron internados y torturados. En 1974 Pinochet, junto a Manuel Contreras y su hijo, visitan el enclave, debido a que Contreras y Schäfer eran amigos.
En 1976, Schäfer adoptó una niña de 9 años, Rebeca del Carmen Schäfer Schneider (nacida Rebeca del Carmen Valenzuela Soto), quien disfrutó los privilegios de ser la colona favorita de Schäfer. Su padre, Roberto Valenzuela, se las entregó a los alemanes cuando quedó viudo.

### Acusaciones
Tras varias décadas de acusaciones, varios de los casos llegan a tribunales. José Efraín Vedder Veuhoff, chileno ex colono de la Colonia Dignidad secuestrado allí desde los nueve años, buscó en marzo de 2004 refugio en Alemania.

### Prófugo
Schäfer desaparece el 20 de mayo de 1997, acusado de abusos sexuales, después de que 26 niños denunciaran tales violaciones. No estuvo imputado por delito alguno hasta el año 2004. Diversos operativos tanto de la Policía de Investigaciones de Chile como de la Policía Federal Argentina comenzaron a rastrear el paradero de Schäfer, pensando que podría estar en Argentina, incluso determinando que se mantuvo durante unos años en Chile, exactamente en Valparaíso. No sería hasta el 10 de marzo de 2005 cuando ésta en colaboración con un grupo periodístico del programa Contacto de Canal 13 de Chile que se infiltró en un sector rural, lo localizan en una parcela de la localidad de Las Acacias a unos kilómetros de Buenos Aires, Argentina, protegido por guardaespaldas. Después de dos días de negociaciones entre las autoridades chilenas y argentinas para evitar un proceso de extradición, Schäfer es devuelto a Chile diplomáticamente para ser enjuiciado. Tales cargos cayeron en la desaparición del activista político Juan Maino. Schäfer estaba bajo investigación en Chile por la conexión de la desaparición de Boris Weisfeiler y por cargos por violaciones a los derechos humanos. Además era solicitado en Alemania y Francia por la conexión de abuso sexual de niños antes de emigrar a Chile.

## Causas y delitos
Además de los sumarios por violaciones de derechos humanos que instruyen los ministros de la Corte de Apelaciones de Santiago, Joaquín Billard, Jorge Zepeda y Sergio Muñoz, Paul Schaefer y colonos de Villa Baviera son investigados por otros tribunales capitalinos y de la Región del Maule:
- Causa Rol 136.414-F del 14 Juzgado del Crimen de Santiago, en contra de Helmut Baar Köhler y otros, por los delitos de estafa y contratos simulados. Estado: sobreseída definitivamente, pero con una apelación pendiente interpuesta por el CDE.
- Causa Rol 53.015 del Juzgado de Letras de Parral, en contra de Paul Schaefer y otros, por el delito de abusos deshonestos. Estado: reactivada a partir de la aprehensión de Schaefer en Argentina y con sentencias de primera instancia por complicidad en contra de dirigentes germanos de Dignidad.
- Causas Roles N.º 53.914, Nª 54.712 y Nª 54.713 del Juzgado de Letras de Parral (acumuladas) contra Gerhard Wolfgang Mücke y otros. Estado: con apelación en la Corte de Talca a la sentencia condenatoria.
- Causa Rol 55.070 del Juzgado de Letras de Parral, contra Harmut Hopp y otros, por infracción a la Ley de Adopción. Estado: con sentencia absolutoria.
- Causa Rol 55.438 del Juzgado de Letras de Parral, contra Maximiliano Rudolf, por el delito de suplantación de persona. Estado: sobreseída definitivamente por la muerte del procesado, quien era residente de Concepción (Chiguayante).
- Causa Rol 53.998 del Juzgado de Letras de Parral, contra Peter Smith Spinti, por el delito de daños. Estado: con sentencia condenatoria.
- Causa Rol 62.577 del Juzgado de Letras de Parral, contra Paul Schaefer, por el delito de asociación ilícita. Estado: en sumario con diligencias pendientes.
- Causa Rol 34.422-3 del Juzgado de Letras de Bulnes, en contra de los representantes de la ex Benefactora Educacional Dignidad, por el delito de fraude aduanero. Estado: sobreseída temporalmente y archivada.

## Condenado
El 24 de mayo de 2006 Schäfer es sentenciado de manera definitiva a 20 años de presidio mayor en su grado máximo por un ministro en visita de la Corte de Apelaciones de Talca, por 20 delitos de abusos deshonestos y cinco por abuso sexual de menores, cometidos entre 1993 y 1997. Además Schäfer fue ordenado a pagar una indemnización de 770 millones de pesos a 11 de los menores cuyos representantes interpusieron demandas civiles.

### Condena por arsenal de armas
El 28 de agosto de 2006 recibe otra sentencia del ministro de fuero Jorge Zepeda Arancibia, a siete años de presidio mayor en su grado mínimo, por infracción a la Ley sobre Control de Armas. La condena se debe al hallazgo, el 14 de junio de 2005, en el interior de Villa Baviera, de un arsenal de armamento de guerra y explosivos, oculto en tres contenedores.El arsenal incluye armas automáticas, livianas y semiautomáticas, lanza proyectiles, granadas, material explosivo, elementos químicos y proyectiles en general. El fallo establece que el arsenal "parece haber sido construido para ser utilizado en un conflicto bélico, como medio de combate". También llama la atención los medios "de sorpresa" encontrados, como es el caso de las armas de fantasías, tales como lápices, bastones, y cámara fotográfica que disparan balas.
El fallo del Juez Zepeda no incluye tres cosas:
- El Proyecto Andrea y los asesinatos con Gas Sarín.[7]
- La masacre de Cerro Gallo (Cerro Gallo es un cerro vecino a la colonia, donde en 1975 –año de la Operación Colombo– habrían sido ejecutados un centenar de prisioneros políticos).[7]
- Monte Maravilla, un campo de trabajo forzado que la colonia, mantuvo al suroeste de Dignidad.[7]

## Redes de apoyo

### Grandes medios
Canal 13 efectuó verdaderas operaciones comunicacionales de apoyo a la Colonia Dignidad. José Miguel Villouta criticó duramente el eufemismo usado en el programa "Contacto" para referirse al apoyo de la derecha a Colonia Dignidad, cuando la conductora, Mercedes Ducci, hablaba de "autoridades de la época" o "cierta prensa". El conductor de TV escribe en su página que "Villa Baviera contaba con el apoyo a brazo partido de Jovino Novoa, Hernán Larraín, Jaime Guzmán, Augusto Pinochet Ugarte y El Mercurio".

### Se intenta anular la personalidad jurídica
En 1991, el Gobierno intentó anular la personalidad jurídica a Dignidad, y 17 parlamentarios de la UDI y RN recurrieron ante el Tribunal Constitucional para alegar la inconstitucionalidad del decreto del ministerio de Justicia que declaraba disuelta la persona jurídica Sociedad "Benefactora y Educacional Dignidad". Entre las firmas figuran los senadores Sergio Romero, Sergio Fernández, Mario Ríos, Sergio Diez, Olga Feliú, Bruno Siebert, William Thayer, Santiago Sinclair, Jaime Guzmán y Sergio Onofre Jarpa. El requerimiento fue rechazado, pero dejó de manifiesto cuán poderosa era la red de apoyo de Schäfer, que permitió la impunidad en Villa Baviera.

### Grupo de amigos de Dignidad
En 1994, se formó "un grupo de amigos" a favor del hospital y la escuela de Villa Baviera. Entre ellos se encontraban el entonces recientemente elegido senador por la zona, Hernán Larraín, los diputados Carlos Bombal, Evelyn Matthei, Andrés Chadwick, Jaime Orpis y Juan Antonio Coloma Correa, entre otros.

### Declaración de apoyo de 1996
Existe una declaración de 1996 en que 15 parlamentarios de derecha -entre ellos, Hernán Larraín, Mario Ríos y Sergio Fernández- reclaman por un operativo de Investigaciones que pretendía detener a "un anciano de cerca de 80 años, que además sufre la pérdida parcial de la visión".[cita requerida]

### Obstrucción a la justicia
En 1998, los mismos parlamentarios votaron en contra de una comisión investigadora para esclarecer las violaciones a los derechos humanos cometidas en ese recinto durante la dictadura militar.

### Mónica Madariaga
Mónica Madariaga, afirmó en una entrevista a La Tercera, que importantes dirigentes del partido UDI habían recibido formación política al interior de la Colonia.

"Yo sé que Jaime Guzmán (el asesinado ex senador de la UDI) le dio clases a Pablo Longueira, Luis Cordero y Andrés Chadwick (todos dirigentes de la Unión Demócrata Independiente) en el interior de la Colonia Dignidad". "eran adoctrinados en ese lugar, ahí se les formó políticamente, les hacían clases. Jaime Guzmán los instruía y les daba charlas, lo hacía al estilo platónico, se paseaba por los campos dictando clases. Todos ellos sacaron un gran provecho de Colonia Dignidad. Ahora no dicen nada". El senador de la UDI Hernán Larraín, "quien era muy amigo de la gente de Colonia Dignidad" y habló que ese lugar "fue utilizado como campo de entrenamiemto" de dirigentes de la UDI.
 Mónica Madariaga en entrevista a la Tercera.

## Muerte
Falleció en la madrugada del 24 de abril de 2010 a las 7:32 debido a una insuficiencia cardíaca en el hospital de la ex penitenciaría de Santiago, Chile.